# Abbottella (Plantae)
Abbottella, monotipski rod crvenih alga iz porodice Rhodomelaceae. Jedini predstavnik je Abbottella concinna, morska vrsta iz Pacifika u vodama otočja Tuamotu, Raroia Atoll.